# Daj sebe do kraja
Daj sebe do kraja je 13. album hrvatskog pjevača Harija Rončevića koji sadrži 10 pjesama. Objavljen je 2007. godine.

## Popis pjesama
1. "Di bura lomi čemprese"
2. "Dalmatinska duša prava" (duet Tedi Spalato)
3. "Ljubav je vječna"
4. "Kad bi se moga rodit"
5. "Daj sebe do kraja"
6. "Hej, hej mama"
7. "Sine moj"
8. "Idu dani"
9. "Još je volim"
10. "More plavo" (klapa "Kumpanji")